# Дворжак, Томаш
То́маш Дво́ржак (чеш. Tomáš Dvořák; род. 11 мая 1972[…], Злин[…]) — чешский легкоатлет-десятиборец. Участник трёх Олимпийских игр. Бронзовый призёр летних Олимпийских игр 1996 года в десятиборье. Чемпион мира. Экс-рекордсмен мира и Европы в десятиборье. Лучший легкоатлет 1999 года в Европе.

## Спортивная биография
Первым успехом в карьере Томаша Дворжака стало серебро на юниорском чемпионате Европы 1991 года. В 1995 году занял второе место на чемпионате мира в закрытом помещении в Барселоне.
В том же году чешский спортсмен дебютировал на летних Олимпийских играх в Атланте. Помимо десятиборья Дворжак принял участие в соревнованиях по бегу на 110 метров с барьерами, но выбыл уже в первом раунде. В своем коронном виде Томаш Дворжак долгое время находился за пределами тройки, но победа в метании копья, позволила подняться с 7 места на 4, а высокий результат, показанный в беге на 1500 метров, помог опередить на 20 очков американца Стива Фритца и стать бронзовым призёром игр.
В 1997 году Томаш Дворжак одерживает свою первую победу на чемпионатах мира. Звание чемпиона чешский спортсмен смог удержать и на следующем чемпионате мира в 1999 году в Севилье.
В 1999 году на Кубке Европы по легкоатлетическому многоборью Томаш Дворжак установил мировой рекорд в десятиборье, набрав 8994 очка.
В 2000 году на Олимпийских играх в Сиднее Томаш Дворжак считался явным фаворитом игр. Но показать хороший результат у чешского спортсмена не получилось. Набрав всего 8385 очков Дворжак занял 6 место, уступив еще и партнеру по команде Роману Шебрле.
Начиная с 2000 года у Дворжака очень часто стали возникать проблемы со здоровьем, из-за которых Томашу приходилось пропускать много международных стартов. Тем не менее это не помешало Дворжаку выиграть свой третий подряд чемпионат мира в 2001 году.
В 2004 году Томаш Дворжак принял старт на своих третьих Олимпийских играх. Но уже после первого вида (бег на 100 метров) Томаш снялся с соревнований.
В 2005 году Дворжак принял участие в седьмом для себя чемпионате мира, проходившего в Хельсинки. C результатом 8068 очков Томаш занял 8 место. Через год Томаш Дворжак принял решение завершить спортивную карьеру.
В настоящее время занимается тренерской работой.